# كاظم آباد (مقاطعة فسا)
كاظم آباد (بالفارسية: كاظم‌آباد) هي قرية تقع في قسم صحرارود الريفي في إيران. يقدر عدد سكانها بـ 449 نسمة.